# 蛋白質資料庫
蛋白質資料庫（Protein Data Bank，简称PDB）是一個專門收錄蛋白質及核酸的三維結構資料的数据庫。由Worldwide Protein Data Bank监管。PDB可以经由网络免费访问，是结构生物学研究中的重要资源。为了确保PDB资料的完备与权威，各个主要的科学杂志、基金组织会要求科学家将自己的研究成果提交给PDB。在PDB的基础上，还发展出来若干依据不同原则对PDB结构数据进行分类的数据库，例如GO将PDB中的数据按基因进行了分类。這些資料和數據一般是世界各地的结构生物学家經由X射線晶體學或NMR光譜學實驗所得，並釋放到公有領域供公众免費使用。

## 歷史
PDB的历史可以追溯到1971年，当时布鲁克黑文国家实验室的Walter Hamilton决定在Brookhaven建立这个数据库。1973年Hamilton去世后，Tom Koeztle接管了PDB。1994年1月，以色列魏茨曼科學研究學院的Joel Sussman被任命为PDB负责人。在1998年10月，PDB被移交给了Research Collaboratory for Structural Bioinformatics(RCSB)，并与1999年6月移交完毕，新的负责人是罗格斯大学(Rutgers大学)（RCSB成员）的Helen M. Berman。2003年，PDB作为wwPDB的核心，成为了一个国际性组织。同时，wwPDB的其他成员，包括PDBe（歐洲）、RCSB（美國）、PDBj（日本）也为PDB提供了数据积累、处理和发布的中心。BMRB 於2006年加入。值得一提的是，虽然PDB的数据是由世界各地的科学家提交的，但每条提交的数据都会经过wwPDB工作人员的审核与注解，并检验数据是否合理。PDB及其提供的软件现在对公众免费开放。

## 內容

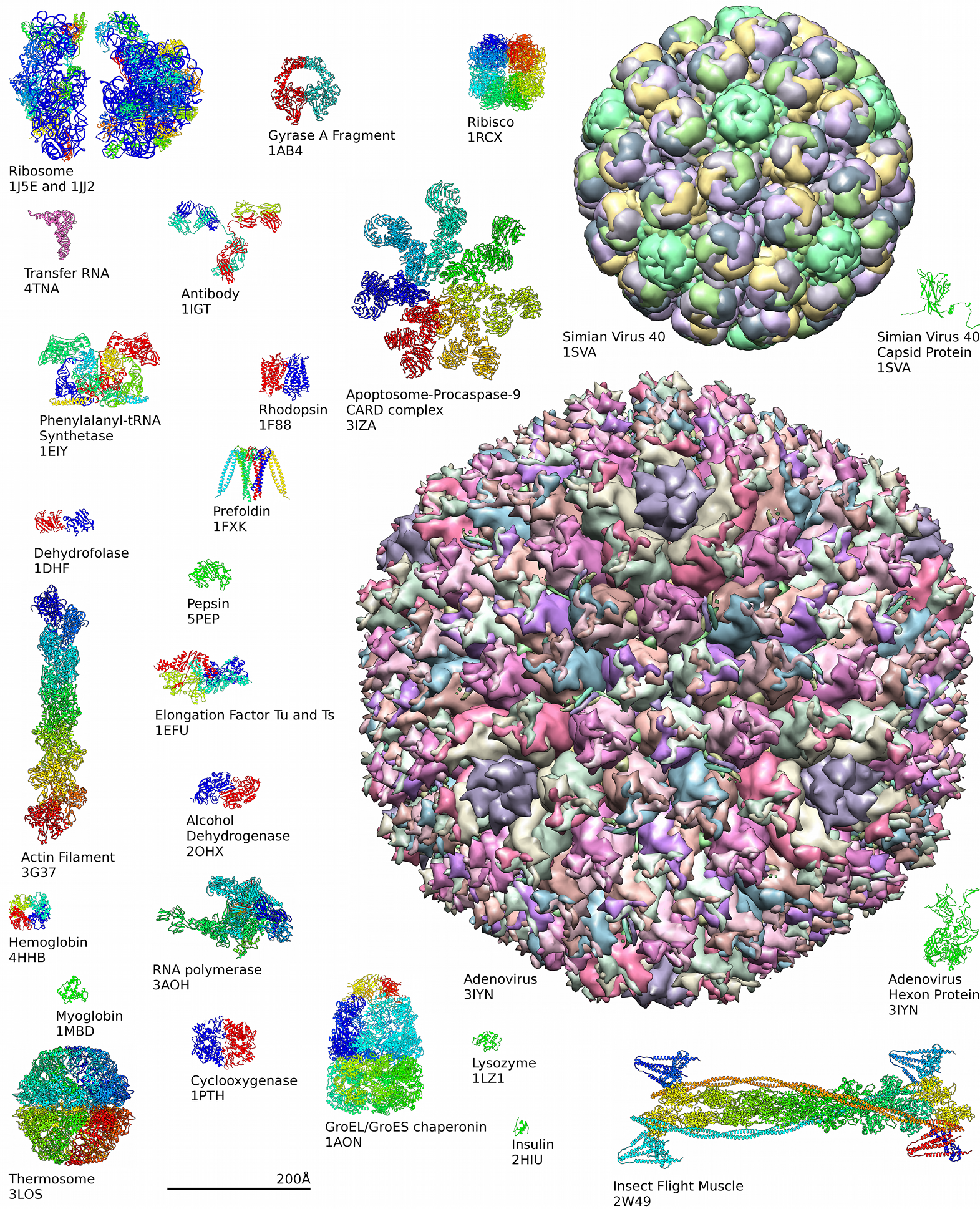
蛋白质数据库（PDB）中蛋白质结构的一些例子。

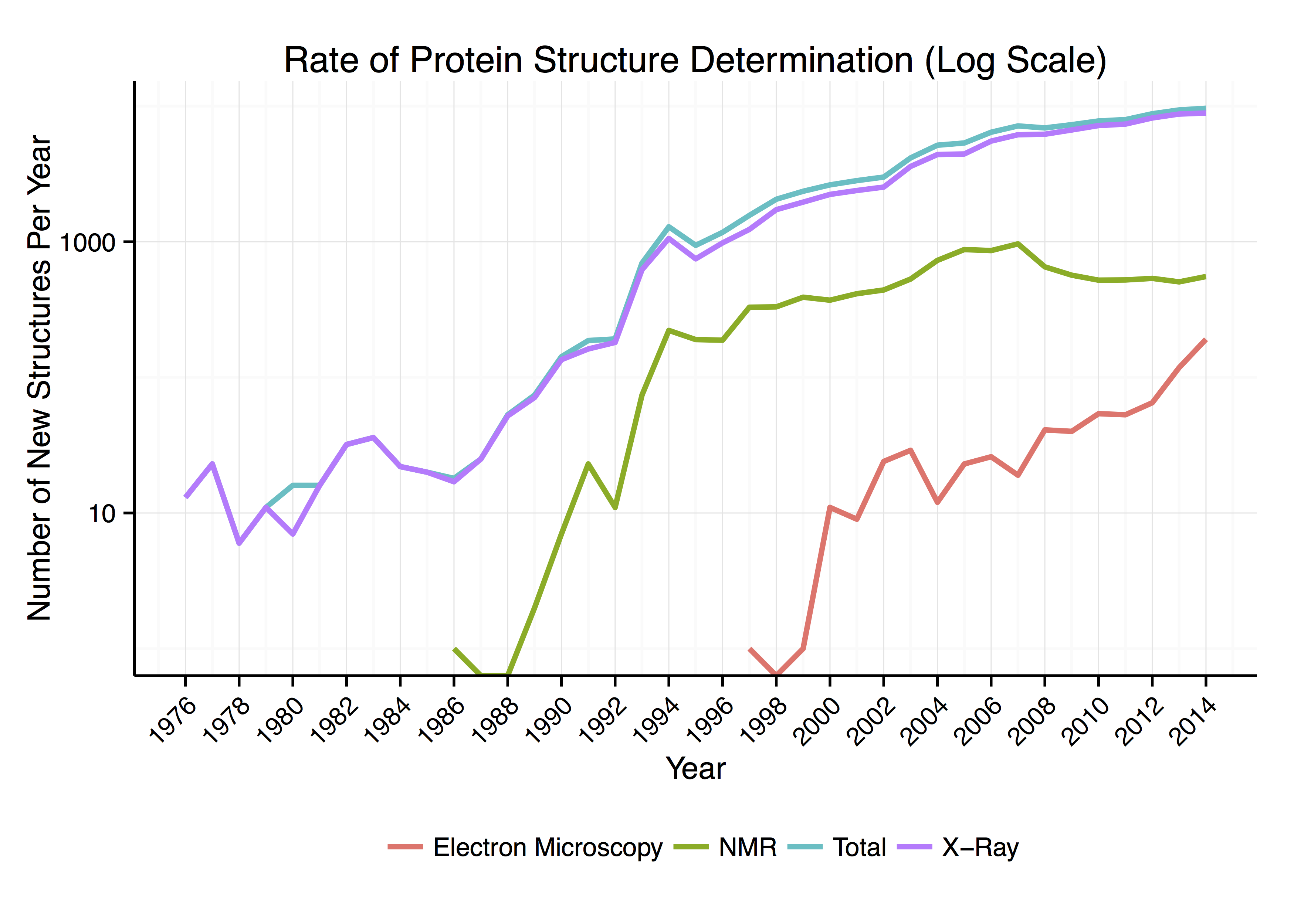
按方法和年份确定蛋白质结构的速率

PDB數據庫每週更新（UTC+0 星期三）。 同樣，PDB館藏列表也每週更新一次。 截至截至2017年3月14日，現有統計信息如下：
| 實驗 方法   | 蛋白质 | 核酸 | 蛋白质/核酸 複合物 | 其他 | 總數   |
| ----------- | ------ | ---- | ------------------ | ---- | ------ |
| X射线晶体学 | 106595 | 1820 | 5471               | 4    | 113890 |
| 核磁共振    | 10296  | 1190 | 241                | 8    | 11735  |
| 电子显微镜  | 1021   | 30   | 367                | 0    | 1418   |
| 混合        | 99     | 3    | 2                  | 1    | 105    |
| 其他        | 181    | 4    | 6                  | 13   | 204    |
| 總數:       | 118192 | 3047 | 6087               | 26   | 127352 |

PDB中的103,514個結構具有结构因子文件。
9,057個結構具有NMR約束文件。
PDB中的2,826個結構具有化學位移文件。
PDB中的1,403個結構在EM Data Bank中存有3DEM地圖文件
這些數據表明大多數結構是由X射線衍射確定的，但是現在約10％的結構由蛋白質NMR確定。 當使用X射線衍射時，獲得蛋白質原子坐標的近似值，而通過NMR實驗發現蛋白質原子對之間距離的估計值。 因此，在後一種情況下，通過求解距離幾何問題來獲得蛋白質的最終構象。 一些蛋白質由低溫電子顯微鏡確定。 （單擊原始表中的數字將顯示由該方法確定的結構示例。）
上述結構因子文件的意義在於，對於具有結構文件的由X射線衍射確定的PDB結構，可以查看電子密度圖。 這些結構的數據存儲在“電子密度服務器”上
。
過去，PDB的結構數量以近似指數的速度增長，通過了1982年的100個註冊結構里程碑，1993年的1,000個，1999年的10,000個，以及2014年的100,000個。然而，自2007年以來，新蛋白質結構的積累速率似乎已經趨於穩定。

## 以下为PDB成员网站
- PDB欧洲分站 （页面存档备份，存于）
- PDB日本分站 （页面存档备份，存于）
- PDB美国分站
- 生物核磁共振数据库（美国） （页面存档备份，存于）